# Folke Rogard
Bror Axel Folke Per Rogard (Estocolm, 6 de juliol de 1899 - 11 de juny de 1973), fou un advocat i directiu de l'àmbit dels escacs suec. Entre 1944 i 1948 va estar casat amb l'actriu Viveca Lindfors. Obtingué el títol d'Àrbitre Internacional el 1951.
Rogard, advocat de professió, va ser president de la Federació Sueca d'Escacs entre 1947 i 1949, i en el mateix període fou vicepresident de la Federació Internacional d'Escacs; posteriorment va succeir n'Alexander Rueb com a President. Es va mantenir en el càrrec durant molts anys, fins que fou succeït per Max Euwe el 1970.
Folke Rogard està enterrat al cementiri de Barsebäck, a Suècia.